# Pete Quaife
Peter Alexander Greenlaw Quaife, detto Pete (Tavistock, 31 dicembre 1943 – 23 giugno 2010), è stato un bassista britannico, componente del gruppo rock inglese The Kinks (nel periodo 1963-1969).

## Carriera

### The Kinks
Quaife nacque a Tavistock, nel Devon, ma si trasferì presto a Londra con i genitori ancora bambino. Dopo un breve periodo come studente di economia, nel 1962 fondò un gruppo musicale chiamato The Ravens insieme ai fratelli Ray e Dave Davies. Circa alla fine del '63 inizio 1964, la band cambiò nome in The Kinks, ed assunse Mick Avory in qualità di batterista. Il gruppo ottenne diversi successi e riconoscimenti a livello internazionale negli anni sessanta. I loro primi singoli, incluse le celebri You Really Got Me e All Day and All of the Night, sono spesso citati come brani di capitale importanza per lo sviluppo di generi a venire quali hard rock e heavy metal. Nei primi periodi della band, Quaife, che veniva generalmente considerato "il bello" del gruppo, era spesso incaricato di fungere da portavoce del complesso. A causa di un divieto ad esibirsi negli Stati Uniti posto nel 1965 dal sindacato dei musicisti d'America, i Kinks si concentrarono sul mercato europeo. Singoli come Sunny Afternoon (1966) e Waterloo Sunset (1967) mostrarono i progressi del leader del gruppo, Ray Davies, nella composizione e stesura dei testi di "piccoli gioielli" pop dal gusto tipicamente britannico ed ottennero anche ottimi piazzamenti nelle classifiche europee. Nel giugno 1966, Quaife ebbe un serio incidente automobilistico che lo tenne fermo dall'attività di musicista per diversi mesi. In questo periodo venne sostituito nella band da John Dalton, fino a quando non poté riunirsi al gruppo nel novembre 1966.
Nei successivi due anni Quaife suonò in album come Something Else by the Kinks e The Kinks Are the Village Green Preservation Society, e aiutò i compagni nella stesura di qualche traccia del disco Arthur (Or the Decline and Fall of the British Empire), egli però lasciò i Kinks nell'aprile 1969, prima della pubblicazione dell'album. Quaife aveva comunicato in anticipo la sua decisione di uscire dal gruppo, ma gli altri non lo presero sul serio fino a quando non lessero in un articolo del New Musical Express che aveva fondato la sua propria band personale senza avvertire i suoi precedenti compagni di gruppo. Ray Davies gli chiese più volte di tornare in seno ai Kinks, ma senza alcun successo. Venne quindi nuovamente rimpiazzato da Dalton, questa volta in maniera definitiva.

### Mapleoak
Dopo aver lasciato i Kinks, Quaife fondò un nuovo complesso musicale country rock, i Mapleoak, insieme a Stan Endersby, Marty Fisher, e al batterista Mick Cook.
La band effettuò diversi concerti in Gran Bretagna nel 1969 e all'inizio del 1970. Cook lasciò la band nel giugno 1969, venendo rimpiazzato da Gordon MacBain, che si sarebbe occupato di scrivere la maggior parte dei brani del gruppo.
I Mapleoak pubblicarono il loro primo 45 giri, Son of a Gun, nell'aprile 1970 ma senza alcun riscontro commerciale. Quaife allora uscì dalla band decidendo di abbandonare il mondo dello show business musicale. Si trasferì in Danimarca, e non partecipò alla registrazione del primo (e unico) album dei Mapleoak, pubblicato nel 1971.

## Anni successivi
Dopo essersi ritirato dal music business, Quaife non tornò mai più indietro sui suoi passi. Nel 1980 si trasferì in Canada a Belleville, dove intraprese la professione di fumettista ed illustratore. L'unica apparizione insieme ai suoi ex-compagni di band ebbe luogo nel 1981, quando suonò il basso durante un concerto dei Kinks svoltosi a Toronto. Nel 1990, insieme agli altri membri originali dei Kinks, Quaife venne introdotto nella Rock and Roll Hall of Fame. Durante la cerimonia svoltasi a New York City, Quaife suonò con i vecchi compagni in una jam session sul palco. Nel 1998 gli venne diagnosticata una grave insufficienza renale, e nel 2005 tornò a stabilirsi in Danimarca dopo aver divorziato dalla prima moglie. Durante i lunghi periodi di dialisi, Quaife disegnò una serie di fumetti ispirati alla sua esperienza che furono raccolti e pubblicati nel libro The Lighter Side of Dialysis (Jazz Communications, Toronto, 2004).

## Morte
Quaife, dopo essere stato in dialisi per più di dieci anni, morì il 23 giugno 2010, all'età di 66 anni. Due giorni dopo il suo decesso, Dave Davies postò un messaggio esprimendo il suo estremo dolore per la perdita dell'amico, lodando il suo contributo alla musica dei Kinks, ed affermando in conclusione come "non fosse mai stato realmente dato credito a Quaife per il suo contributo e coinvolgimento nei Kinks". Ray Davies dedicò il suo concerto del 27 giugno al Glastonbury Festival alla memoria dell'amico scomparso. Davies disse alla folla: «Non sarei qui oggi se non fosse stato per lui», e, visibilmente commosso, cantò le prime strofe di Days.